# Минзухар (хижа)
Хижа „Минзухар“ е разположена в района на Образцов чифлик, край град Русе на 137 метра надморска височина. Построена е от скиорския клуб в Русе през 1934 г.
Представлява двуетажна сграда с капацитет 56 места в стаи с по 2, 3, 4, 5 и повече легла.
Изходно място – Образцов чифлик (16 км. от Русе), докъдето има редовна автобусна връзка (№33) с града или през местността Касева чешма, докъдето пътува автобусна линия №10.

## Галерия
- указателни табелки пред хижата